# Belabo
Belabo è un sottodistretto (upazila) del Bangladesh situato nel distretto di Narsingdi, divisione di Dacca. Si estende su una superficie di 117,66 km² e conta una popolazione di 145.708 abitanti (dato censimento 1991).